# At Last (Cyndi Lauper)
At Last è un album discografico di Cyndi Lauper, pubblicato nel 2003 dalla Epic.

## Il disco
At Last è un album di sole cover in cui Cyndi Lauper reinterpreta dei classici degli anni quaranta, cinquanta e sessanta.
Il titolo provvisorio dell'album era Naked City, in onore alla città di New York.

### Promozione
Per l'album At Last non è stato pubblicato ufficialmente alcun singolo. "Walk on by", "Stay" e "Until You Come Back To Me (That's What I'm Gonna Do)" sono stati fatti circolare come singoli promozionali. È stato girato anche un documentario-making of- dell'album, edito anche in internet, della durata di 11 minuti circa. È stato realizzato inoltre il video per il brano "At Last".

### Successo Commerciale
At Last riesce a vendere 4 milioni e mezzo di copie. Sia in Australia che negli USA, l'album è stato nella Top 40 dei CD più venduti. Era dal 1994 con la raccolta Twelve Deadly Cyns... and Then Some che un album di Cyndi Lauper non vendeva così tanto.

## Tracce
1. At Last - 2:42 (Mack Gordon - Harry Warren)
2. Walk On By - 4:32 (Burth Bacharach - Hal David)
3. Stay - 3:14 (Maurice Williams)
4. La Vie en rose - 3:34 (Louis Guglielmi - Édith Piaf - Mark David)
5. Unchained Melody - 4:27 (Hy Zaret - Alex North)
6. If You Go Away - 4:28 (Jacques Brel - Rod McKuen)
7. Until You Come Back To Me (That's What I'm Gonna Do) - 4:39 (Stevie Wonder - M. Broadmax - C. Paul)
8. My Baby Just Cares For Me - 2:37 (Walter Danaldson - Gus Kahn)
9. Makin' Whoopee con Tony Bennett - 4:13 (Walter Danaldson - Gus Kahn)
10. Don't Let Me Be Misunderstood - 3:38 (Bennie Benjamin - Sol Marcus - Gloria Caldwell)
11. You've Really Got A Hold On Me - 4:03 (Smokey Robinson)
12. Hymn To Love - 3:33 (Marguerite Monnot - Eddie Constantine)
13. On The Sunny Side Of The Street - 4:05 (Dorothy Fields - Jimmy McHugh)

- At Last è stato pubblicato in CD, «edizione standard», sia in una normale confezione "CD Jewel Case" (standard) che in digipack; ed in CD+DVD «edizione speciale limitata con bonus DVD», in una confezione digipack.

## Singoli promozionali
- Walk on By (2003)
- Until You Come Back To Me (That's What I'm Gonna Do) (2004)
- Stay (2004)

### Walk On By
1. Walk on By [Eddie X club mix] - 10:51
2. Walk on By [Eddie X dub mix] - 7:52
3. Walk on By [live version] - 3:26
4. Walk on By [S.A.F. dub mix] - 8:12
5. Walk on By [S.A.F.'s Walk to the Dance Floor club mix] - 8:10
6. Walk on By [Tony Moran mix] - 4:31

### Until You Come Back To Me(That's What I'm Gonna Do)
1. Until You Come Back To Me (That's What I'm Gonna Do) [Radio edit] - 3:54

### Stay
1. Stay [Radio edit] - 2:53

## Video promozionali
- At Last (2003)
- Walk On By (2003)
- Stay (2003)
- Until You Come Back To Me (That's What I'm Gonna Do) (2003)
- "making of" dell'album (2003)

## At Last Tour
Nel 2004, la Lauper s'imbarca per The At Last Tour, un tour internazionale, con cui farà il giro del mondo tra USA, Australia e Giappone.
Per il successo insaspettato di At Last, album di sole cover, nato come un modesto side project, e del tour, la Sony decide di pubblicare in DVD il concerto di New York, registrato l'11 marzo 2004, che si è tenuto a Town Hall.

## Altre pubblicazioni
- Live... At Last (2004) [DVD, concerto live]